# Rebellion 2000
Rebellion 2000 was een professioneel worstel-pay-per-viewevenement dat georganiseerd werd door World Wrestling Federation (WWF). Dit evenement was de tweede editie van Rebellion en vond plaats in het Sheffield Arena in Sheffield op 2 december 2000.
De hoofd wedstrijd was een Fatal Four-Way match voor het WWF Championship tussen de kampioen Kurt Angle, Rikishi, Steve Austin en The Rock. Angle won de match en prolongeerde zo zijn titel.

## Resultaten
| Nr.                                                                          | Match | Winnaar(s)                        |
| ---------------------------------------------------------------------------- | --- | --------------------------------- |
| 1                                                                            | The Dudley Boyz vs. Edge en Christian vs. T & A (met Trish Stratus) in een Elimination Tables match                | The Dudley Boyz                   |
| 2                                                                            | Ivory (c) (met Steven Richards) vs. Lita in een één-op-één match voor het WWF Women's Championship                 | Ivory (c)                         |
| 3                                                                            | Steve Blackman (c) vs. Perry Saturn (met Terri Runnels) in een één-op-één match voor het WWF Hardcore Championship | Steve Blackman (c)                |
| 4                                                                            | William Regal (c) vs. Crash Holly in een één-op-één match voor het WWF European Championship                       | Crash Holly (nc)                  |
| 5                                                                            | Dean Malenko & Eddie Guerrero vs. Chyna & Billy Gunn in een tag team match                                         | Chyna & Billy Gunn                |
| 6                                                                            | Chris Jericho vs. Kane in een één-op-één match                                                                     | Kane                              |
| 7                                                                            | Bull Buchanan & The Godfather (c) vs. The Hardy Boyz in een tag team match voor het WWF Tag Team Championship      | Bull Buchanan & The Godfather (c) |
| 8                                                                            | The Undertaker vs. Chris Benoit in een één-op-één match                                                            | The Undertaker                    |
| 9                                                                            | Kurt Angle (c) vs. Rikishi vs. Steve Austin vs. The Rock in een Fatal Four-Way match voor het WWF Championship     | Kurt Angle (c)                    |
| (c) huidige kampioen voor en na de match \| (nc) nieuwe kampioen na de match | |                                   |